# 美國國會就職典禮聯席委員會
就職典禮聯席委員會（英語：Joint Committee on Inaugural Ceremonies）是美國國會的一個特種聯席委員會，會在每4年的總統就職典禮時組成，始於1901年總統就職典禮期間。
該委員會成員由美國參眾兩院議員組成，通常包含美國眾議院議長以及參眾兩院多數黨及少數黨領袖。參議院的其他成員會選擇美國參議院規則及行政委員會的領導者；委員會主席則由參議員擔任，因此會由參議院的多數黨議員擔任。